# 21世紀詩人叢書
21世紀詩人叢書（にじゅういっせいきしじんそうしょ）は、土曜美術社出版販売から出版されている新刊詩集の叢書である。
独自に個性的な詩集刊行実績がある日本の詩人を対象としている。

## 概要
21世紀詩人叢書は、土曜美術社出版販売により1990年に刊行が開始された。詩集刊行実績を重ねた個性的な詩人を精選した新刊詩集の叢書である。特定の流行、流派にとらわれない叢書として、一般読者への普及、詩人たちの支持を得、日本詩人クラブ新人賞、H氏賞、小熊秀雄賞をはじめとする多くの受賞詩集、候補詩集を輩出した。2003年12月までに第Ⅰ期50冊刊行。第Ⅱ期を刊行中である。 

## 刊行詩集

### 第Ⅰ期
- 1『紙パック入り雪月花』 望月苑巳　解説・新井豊美　ISBN 4-88625-247-8
- 2『トマト感覚』　小川英晴　解説・中村不二夫 ISBN 4-88625-246-X
- 3『この地上で』藤田晴央　解説・高木秋尾 ISBN 4-88625-260-5
- 4『Mets』中村不二夫　解説・中正敏 第1回日本詩人クラブ新人賞受賞 ISBN 4-88625-265-6
- 5『水の残像』江島その美　解説・伊藤桂一 第2回日本詩人クラブ新人賞受賞 ISBN 4-88625-301-6
- 6『紙の上の放浪者』（かみのうえのヴァガボンド）絹川早苗　解説・関根弘 ISBN 4-88625-302-4
- 7『まりあの午後』日原正彦　解説・福田万里子 ISBN 4-88625-303-2
- 8『救沢まで』北畑光男　解説・齋藤岳城 第3回富田砕花賞受賞 ISBN 4-88625-314-8
- 9『アイヤヤッチャア』佐々木洋一　解説・今入惇 ISBN 4-88625-361-X
- 10『ダグラス・クエイドへの伝言』紫圭子　解説・大家正志 ISBN 4-88625-339-3
- 11『伏流水』 なんば・みちこ　解説・永瀬清子 ISBN 4-88625-373-3
- 12『水の発芽』成田敦　解説・冨長覚梁 第33回中日詩賞受賞 ISBN 4-88625-389-X
- 13『秋の韓国で』谷崎眞澄　解説・光城健悦 ISBN 4-88625-398-9
- 14『地図を往く』たかとう匡子　解説・田中国男 ISBN 4-8120-0438-1
- 15『耳石』（じせき）下村和子　解説・片岡文雄 ISBN 4-8120-0449-7
- 16『誕生日の贈物』尾世川正明　解説・日原正彦　ISBN 4-8120-0458-6
- 17『真ん中』森野満之　解説・小松弘愛　ISBN 4-8120-0489-6
- 18『お火焚き』白川淑　解説・小海永二　ISBN 4-8120-0497-7
- 19『冥府の蛇』坂井信夫　解説・堀部茂樹 第28回小熊秀雄賞受賞 ISBN 4-8120-0493-4
- 20『時を駆けるおじさん』飯島章　解説・望月苑巳　ISBN 4-8120-0507-8
- 21『幻郷心臓風景』 井口克己　解説・小海永二　ISBN 4-8120-0516-7
- 22『彷徨する供物』久保寺亨　解説・武田肇　ISBN 4-8120-0535-3
- 23『雪螢』沢聖子 解説・西岡光秋　ISBN 4-8120-0539-6
- 24『戦史・亡父軍隊手牒考』溝口章　解説・瀬谷耕作　ISBN 4-8120-0540-X
- 25『さようなら』高畑耕治　解説・磯村英樹 第6回日本詩人クラブ新人賞最終候補、第46回H氏賞候補　ISBN 4-8120-0564-7
- 26『寝返りひとつ』所立子　解説・鈴木亨　ISBN 4-8120-0574-4
- 27『ウイッグマン』日高滋　解説・甲田四郎　ISBN 4-8120-0570-1
- 28『シンケンシラハ』水野ひかる　解説・扶川茂　ISBN 4-8120-0576-0
- 29『蹼』（みずかき）新延拳　解説・杉谷昭人　ISBN 4-8120-0578-7
- 30『うしろめた屋』山田隆昭　解説・丸山勝久 第47回H氏賞受賞　ISBN 4-8120-0589-2
- 31『実の種の－』みくも年子　解説・葵生川玲　ISBN 4-8120-0599-X
- 32『ぱらクレーしす』今駒泰成　解説・芳賀章内　ISBN 4-8120-0612-0
- 33『龍』麦田穣　解説・鈴木漠　ISBN 4-8120-0617-1
- 34『紙のように薄いカエル』永山哲見　解説・戎榮一　ISBN 4-8120-0611-2
- 35『リカちゃん遊び』みもとけいこ　解説 葵生川玲　ISBN 4-8120-0662-7
- 36『サンジュアンの木』北岡淳子　解説・星野徹　ISBN 4-8120-0680-5
- 37『赤い犬』小野恵美子　解説・森田進　ISBN 4-8120-0681-3
- 38『月明』神崎崇　解説・長谷川龍生　ISBN 4-8120-0687-2
- 39『蜻蛉座』（かげろうざ）川上明日夫　解説・広部英一 第39回中日詩賞受賞　ISBN 4-8120-0723-2
- 40『コスモス海岸』斉藤征義　解説・原子修 1999年度北海道詩人協会賞受賞　ISBN 4-8120-0736-4
- 41『天南星の食卓から』（てんなんしょうのしょくたくから）清岳こう　解説・小松弘愛　ISBN 4-8120-0749-6
- 42『カイロスの風』原田道子　解説・森常治　ISBN 4-8120-1193-0
- 43『ハンモックに微睡みながら』大塚欽一　解説・森川治　ISBN 4-8120-1199-X
- 44『黄泉の蝶』前原正治　解説・冨長覚梁　ISBN 4-8120-1203-1
- 45『金色の青い魚』國中治　解説・一色真理　ISBN 4-8120-1287-2
- 46『地上の生活』柳内やすこ　解説・杉山平一　ISBN 4-8120-1349-6
- 47『草原の草原のアクシス』麻生秀顕　解説・一色真理　ISBN 4-8120-1357-7
- 48『Ｎとわたし』春木節子　解説・中村不二夫　第53回H氏賞候補 第13回日本詩人クラブ新人賞候補ISBN 4-8120-1361-5
- 49『遊牧亭』長谷川忍　　解説・菊田守　ISBN 4-8120-1396-8
- 50『我らの明日』秋元炯　ISBN 4-8120-1426-3

### 第Ⅱ期
- 1『アンブロシア』北岡淳子　ISBN 4-8120-1475-1
- 2『返信』佐川亜紀　第4回詩と創造賞受賞　ISBN 4-8120-1458-1
- 3『鳥肌のたつ場所』望月苑巳　ISBN 4-8120-1453-0
- 4『詩遊び・神遊び』久保寺亨　ISBN 4-8120-1459-X
- 5『無限遠点』藤井雅人　ISBN 4-8120-1460-3
- 6『詩集　水葬の森』星善博　第15回日本詩人クラブ新人賞受賞　ISBN 4-8120-1461-1
- 7『みどりの断章』篠原星　ISBN 4-8120-1462-X
- 8『いのちひかる日』小川英晴　ISBN 4-8120-1463-8
- 9『泉へのモノローグ』坂井信夫　ISBN 4-8120-1470-0
- 10『仮象の庭』大塚欽一　ISBN 4-8120-1471-9
- 11『永遠の渡来人』佐相憲一 ISBN 4-8120-1493-X
- 12『てのひらをあてる』大西美千代 中日詩賞受賞 ISBN 4-8120-1529-4
- 13『詩集 冬の七夕』水島美津江　第39回小熊秀雄賞受賞 埼玉詩人会賞受賞　ISBN 4-8120-1530-8
- 14『蘇生』大森隆夫　ISBN 4-8120-1531-6
- 15『シューダンスをあなたと』原田克子 ISBN 4-8120-1532-4
- 16『詩集　ナヴァロンの秋』辻元よしふみ ISBN 4-8120-1533-2
- 17『遥かな掌の記憶』川中子義勝　ISBN 4-8120-1534-0
- 18『ジオラマ』綾部健二　ISBN 4-8120-1535-9
- 19『きのかわ』武西良和　ISBN 4-8120-1567-7
- 20『かるびや繁昌記』李美子　ISBN 4-8120-1579-0
- 21『握る手』若山紀子　ISBN 4-8120-1580-4
- 22『オブリガート』原かずみ　ISBN 4-8120-1581-2
- 23『指を背にあてて』田中眞由美　詩と創造賞受賞 埼玉詩人会賞受賞 長野県詩人会賞受賞 ISBN 4-8120-1582-0
- 24『二弦琴』細井明美　ISBN 4-8120-1590-1
- 25『横丁のマリア』新井豊吉　ISBN 4-8120-1591-X 第57回H氏賞候補
- 26『帰郷』村山精二　横浜詩人会賞受賞　ISBN 4-8120-1592-8
- 27『よぶり火』和氣康之　ISBN 978-4-8120-1642-8
- 28『コラール』中村不二夫　ISBN 978-4-8120-1643-5
- 29『梢の夢』森野満之　ISBN 978-4-8120-1641-1
- 30『スピリトゥス』　北原千代 ISBN 978-4-8120-1644-2
- 31『一日だけのマーガレット』中田紀子 ISBN 978-4-8120-1648-0
- 32『光のしっぽ』宇宿一成　ISBN 978-4-8120-1678-7
- 33『三角橋』　沢聖子 ISBN 978-4-8120-1679-4
- 34『草蔭』江口節 ISBN 978-4-8120-1680-0
- 35『僕の友達』河井洋 ISBN 978-4-8120-1681-7
- 36『午後の睡り』井手ひとみ ISBN 978-4-8120-1703-6